# (469219) Kamoʻoalewa
(469219) Kamoʻoalewa (2016 HO3) es un asteroide perteneciente al grupo de asteroides Apolo, descubierto el 27 de abril de 2016 por el equipo del Pan-STARRS desde el Observatorio de Haleakala, Hawái, Estados Unidos.
Kamoʻoalewa es posiblemente el cuasisatélite más estable de la Tierra. El asteroide Kamoʻoalewa tiene una órbita alrededor del Sol que lo mantiene como un constante compañero de la Tierra. 
A medida que la Tierra orbita el Sol, parece orbitar circunferencialmente alrededor de nuestro planeta. Aunque es demasiado lejano para ser considerado un satélite de la Tierra, es el mejor y más estable ejemplo de un cuasisatélite.
Se encuentra orbitando nuestro planeta en bucle, pero nunca se ha alejado mucho de la Tierra. Se puede referir a ella como un cuasisatélite de la Tierra" Dijo Paul Chodas, gerente del Centro de la NASA para objetos cercanos a la Tierra (NEO), estudios en el Jet Propulsion Laboratory en Pasadena, California.
Se cree que Kamoʻoalewa ha orbitado nuestro sol desde hace cien años y parecería estar rodeando nuestro planeta tal y como lo hace nuestra luna.